# Niels Lan Doky
Niels Lan Doky (født 3. oktober 1963 i København) er en dansk musiker, der er medlem af The Doky Brothers sammen med sin bror Chris Minh Doky. De har sammen udgivet flere plader, men også særskilt.
Flere og flere yngre danske musikere får fodfæste på den internationale jazzscene, og Niels Lan Doky har i høj grad været mand for at vise vejen. Som søn af en vietnamesisk far og en dansk mor var han tidligt musikalsk aktiv, og fra 15 års alderen markerede han sig som jazzpianist, blandt andet i selskab med to herboende amerikanere, saxofonisten Ernie Wilkins og trompetisten Thad Jones. Sidstnævnte opmuntrede den unge pianist til at tage til USA, hvor han i årene 1981-84 studerede ved Berklee School of Music i Boston.
Herefter slog han sig ned i New York, hvor han hurtigt involverede sig på jazzscenen og spillede med en lang række af tidens fremtrædende musikere. Han begyndte også at indspille i eget navn og arbejde som producer.
Niels Lan Doky, der med sit letflydende og meget melodiske spil kontinuerligt har formået at udvikle sit kunstneriske udtryksfelt, optrådte i en periode sammen med sin lillebror, bassisten Chris Minh Doky, men i de senere år har han stået for egne – ofte koncept-prægede – produktioner, blandt andet "Asian Session", der opstod efter hans første besøg i Vietnam. Endvidere har han arbejdet en del med den canadiske sanger Gino Vannelli og andre vokalsolister samt med sin Trio Montmartre.
Niels Lan Doky, der i 1989 slog sig ned i Paris, er fortsat ganske synlig i Danmark, hvor han i 2002 sammen med koreografen Birgitte Bauer-Nilsen skabte danseforestillingen "Sommerfuglen" og i 2003 fik plads i Fagudvalget for musik under Kulturministeriets nye Kunstråd. Vendte 2010 hjem til Danmark hvor han var musikchef for det genåbnede Montmarte fra 2010 til 2011.

## Diskografi
- Manhattan Portrait  (1993)
- Doky Brothers (1996)
- Asian Session (1999)
- Haitek Haiku (2001)
- Spain (2002)
- Return to Denmark (2010)
- Scandinavian Standards (2013)

## Hædersbevisninger
- 2010: Ridderkorset af Dannebrogordenen